# Djupdal Station
Djupdal Station (Djupdal stasjon) var en jernbanestation på Numedalsbanen, der lå ved Djupdal i Rollag kommune i Norge.
Stationen åbnede for ekspedition af tog, passagerer og gods 20. november 1927, da banen blev taget i brug. Stationen blev nedgraderet til holdeplads med kun ekspedition af passagerer og gods 15. maj 1929 men blev opgraderet til station igen fra 13. november 1932 til 5. september 1938. Den blev nedgraderet til ubemandet trinbræt 26. maj 1968. Persontrafikken på banen blev indstillet 1. januar 1989, hvorved stationen blev nedlagt.
Stationsbygningen er en ombygget barak fra anlæggelsen af banen.